# Emília de Sousa Costa
Emília de Sousa Costa (Almacave, 15 de desembre del 1877 - Porto, 7 de juny del 1959) fou una escriptora feminista portuguesa.
Era filla del coronel Luis Maria Teixeira-Lopes (de São João da Pesqueira) i de Maria do Pilar Pinto-Cardoso (del llogaret Penajóia, a Lamego).
El 5 d'octubre de 1904 es casà amb el magistrat i escriptor Alberto Mário de Sousa e Costa (Almacave, 1879 - Vila Pouca de Aguiar, 1961).
Emília de Sousa Costa fou defensora de l'educació per a les dones. Va contribuir a la creació de la Caixa de Auxílio a Raparigas Estudantes Pobres (‘caixa d'auxili a xiques estudiants pobres'). Feu classes en la Tutoria Central de Lisboa ―institució per a xiquets delinqüents o abandonats― i entrà al Consell Central de la Federação Nacional dos Amigos das Crianças (Federació Nacional d'Amics dels Infants).

## Obres
Com a escriptora, Emilia de Sousa Costa es dedicà als llibres infantils. També escrigué contes i novel·les per a adults.
El 1933 publicà la novel·la Quem tiver filhas no mundo..., que incloïa uns contes.
El 1935 publicà un llibre de contes de caràcter històric, Lendas de Portugal. És un aplec de 26 contes sobre llegendes portugueses, amb els títols:
- «Amor fidel»,
- «Entre moros i cristians»,
- «Portuguesets valents»,
- «Rius d'encantament»,
- «La més santa de les reines i fra Salvador»,
- «Frares o festers»,
- «En mànigues de camisa»,
- «Donar a beure a qui té set»,
- «Per amor»,
- «L'honor de les dones»,
- «Fartar vilanagem»,
- «Estreles que han mort»,
- «Heroi alegre i sortós»,
- «Per què no? Puja-hi»,
- «Pedra parlant»,
- «Sense pèls a la llengua»,
- «L'heroïna de Salga»,
- «La glòria màxima»,
- «Que ningú faça mal»,
- «Un gran sant»,
- «Jesús xiquet pastoret»,
- «Reina i santa»,
- «Pare i botxí»,
- «Perquè són miraculoses les aigües de Gerês»
- «L'honor val més que la vida».

El 1947 publicà No reino do Sol, amb Ofélia Marques.

### Adaptacions de l'obra dels Germans Grimm
Emília de Sousa Costa fou una gran divulgadora de l'obra dels germans Grimm a Portugal, adaptant molts dels seus contes al portugués, com ara:
- La llebre i el talp.
- Blanca de Neu i Rosa Roja.
- Joan feliç.
- Joan fidel.
- El sastre valent.[1]

## Vida privada
Emilia Sousa Costa vivia amb Alberto Sousa Costa en una casa anomenada Conventinho de Contumil. Van tenir dos fills: Mario Sousa Costa i Helena Sousa Costa.
L'escriptora va morir a la parròquia de Campanhã (Porto), el 7 de juny del 1959, als 81 anys.
El 5 d'octubre del 2010, en commemoració del centenari de la República de Portugal, s'emeteren uns segells postals en homenatge a les dones que a la primeria del segle XX havien fet contribucions socials, culturals o polítiques en defensa dels drets de les dones. Un es dedicà a l'escriptora Emília de Sousa Costa i a la periodista Virgínia Quaresma (1882-1973).